# Wybory do Izby Radców w 2010 roku
Wybory do Izby Radców w Japonii w 2010 roku – wybory do Izby Radców, wyższej izby parlamentu Japonii odbyły się 11 lipca 2010. W ich wyniku rządząca Partia Demokratyczna utraciła większość parlamentarną w izbie. 

## Sytuacja przed wyborami
W trakcie wyborów na 6-letnią kadencję wybranych zostało 121 nowych członków 242-osobowej izby (co trzy lata odnawiana jest połowa jej składu). 
Rządząca Partia Demokratyczna walczyła o utrzymanie większości mandatów, którą posiadała razem ze swoim partnerem koalicyjnym Nową Partią Ludową. Sondaże przedwyborcze wskazywały jednak, że mogła utracić kilka miejsc w parlamencie. Premier Naoto Kan w czasie kampanii wyborczej przedstawił plan naprawy gospodarki i obniżenia deficytu budżetowego, zakładający m.in. podwyżkę podatku obrotowego. 
Naoto Kan objął urząd na miesiąc przed wyborami, zastępując premiera Yukio Hatoyamę. Jednym z powodów zmiany szefa rządu było niskie poparcie społeczne dla Partii Demokratycznej.

## Wyniki wyborów

Podział mandatów w Izbie Radców po wyborach

Najwięcej mandatów (51) uzyskała opozycyjna Partia Liberalno-Demokratyczna na czele z Sadakazu Tanigakim. Rządząca koalicja utraciła większość parlamentarną w izbie. Partia Demokratyczna zdobyła 22 mandaty, natomiast Nowa Partia Ludowa nie uzyskała żadnego; w rezultacie po wyborach koalicja kontrolowała 109 miejsc w Izbie Radców. Premier Naoto Kan, pomimo słabego wyniku wyborczego, wykluczył ustąpienie ze stanowiska i zaapelował do obywateli o szansę dla jego administracji na wykazanie się skutecznymi rządami. 
| Partia polityczna | Partia polityczna                    | Mandaty przed wyborami (niepodlegające i podlegające wyborom) | Mandaty zdobyte | Mandaty po wyborach | +/– |
| ----------------- | ------------------------------------ | ------------------------------------------------------------- | --------------- | ------------------- | --- |
|                   | Partia Demokratyczna (DPJ)           | 116 (62+54)                                                   | 44              | 106                 | -10 |
|                   | Partia Liberalno-Demokratyczna (LDP) | 71 (33+38)                                                    | 51              | 84                  | +13 |
|                   | Partia Nowe Kōmeitō (NKP)            | 21 (10+11)                                                    | 9               | 19                  | -2  |
|                   | Partia Wszystkich (YP)               | 1 (1+0)                                                       | 10              | 11                  | +10 |
|                   | Japońska Partia Komunistyczna (JCP)  | 7 (3+4)                                                       | 3               | 6                   | -1  |
|                   | Partia Socjaldemokratyczna (SDP)     | 4 (2+2)                                                       | 2               | 4                   | 0   |
|                   | Tachiagare Nippon (SPJ)              | 3 (2+1)                                                       | 1               | 3                   | 0   |
|                   | Nowa Partia Ludowa (PNP)             | 6 (3+3)                                                       | 0               | 3                   | -3  |
|                   | Shintō Kaikaku (NRP)                 | 6 (1+5)                                                       | 1               | 2                   | -4  |
|                   | Kōfuku-jitsugen-tō (HRP)             | 1 (1+0)                                                       | 0               | 1                   | 0   |
|                   | Kandydaci niezależni                 | 5 (3+2)                                                       | 0               | 3                   | -2  |
|                   | Razem                                | 242 (121+121)                                                 | 121             | 242                 | -   |
| Źródło:           |                                      |                                                               |                 |                     |     |